# Старий Іскітим
Старий Іскітим (рос. Старый Искитим) — село в Іскітимському районі Новосибірської області Російської Федерації.
Входить до складу муніципального утворення Чернореченська сільрада. Населення становить 706 осіб (2010).

## Історія
Згідно із законом від 2 червня 2004 року органом місцевого самоврядування є Чернореченська сільрада.

## Населення
| 2002 | 2007 | 2010 |
| ---- | ---- | ---- |
| 693  | ↗829 | ↘706 |